# Diaphus
Diaphus är ett släkte av fiskar. Diaphus ingår i familjen prickfiskar.

## Dottertaxa tillDiaphus, i alfabetisk ordning[1]
- Diaphus adenomus
- Diaphus aliciae
- Diaphus anderseni
- Diaphus antonbruuni
- Diaphus arabicus
- Diaphus basileusi
- Diaphus bertelseni
- Diaphus brachycephalus
- Diaphus burtoni
- Diaphus chrysorhynchus
- Diaphus coeruleus
- Diaphus confusus
- Diaphus dahlgreni
- Diaphus danae
- Diaphus dehaveni
- Diaphus diadematus
- Diaphus diademophilus
- Diaphus drachmanni
- Diaphus dumerilii
- Diaphus effulgens
- Diaphus ehrhorni
- Diaphus faustinoi
- Diaphus fragilis
- Diaphus fulgens
- Diaphus garmani
- Diaphus gigas
- Diaphus handi
- Diaphus holti
- Diaphus hudsoni
- Diaphus impostor
- Diaphus jenseni
- Diaphus kapalae
- Diaphus knappi
- Diaphus kora
- Diaphus kuroshio
- Diaphus lobatus
- Diaphus longleyi
- Diaphus lucidus
- Diaphus lucifrons
- Diaphus luetkeni
- Diaphus malayanus
- Diaphus mascarensis
- Diaphus meadi
- Diaphus megalops
- Diaphus metopoclampus
- Diaphus minax
- Diaphus mollis
- Diaphus nielseni
- Diaphus ostenfeldi
- Diaphus pacificus
- Diaphus pallidus
- Diaphus parini
- Diaphus parri
- Diaphus perspicillatus
- Diaphus phillipsi
- Diaphus problematicus
- Diaphus rafinesquii
- Diaphus regani
- Diaphus richardsoni
- Diaphus rivatoni
- Diaphus roei
- Diaphus sagamiensis
- Diaphus schmidti
- Diaphus signatus
- Diaphus similis
- Diaphus splendidus
- Diaphus suborbitalis
- Diaphus subtilis
- Diaphus taaningi
- Diaphus termophilus
- Diaphus theta
- Diaphus thiollierei
- Diaphus trachops
- Diaphus umbroculus
- Diaphus vanhoeffeni
- Diaphus watasei
- Diaphus whitleyi
- Diaphus wisneri